# سويتشتي الثالثة (غرب كارون)
سويتشتي الثالثة (بالفارسية: سوی‌چیتی سه) هي منطقة سكنية تقع في إيران في قسم غرب كارون الريفي. يقدر عدد سكانها بـ 371 نسمة .